# Léopold Vabre
Léopold Vabre, né le 1er décembre 1864 à Corneilhan dans l'Hérault et mort le 8 février 1936 à Béziers, est un médecin et félibre français du XXe siècle. Il est nommé Majoral du Félibrige en 1911.

## Biographie
Léopold Antonin Jean Vabre, né le 1er décembre 1864 à Corneilhan, est le fils d'Abel Vabre (né en 1833), agriculteur et de Marie Marguerite Piquou (1839-1915).
Il est engagé conditionnel au 100e Régiment d'infanterie en novembre 1884. Nommé caporal, il est libéré de ses obligations militaires en novembre 1885. 
Après son baccalauréat à Montpellier, il poursuit ses études de médecine à Nîmes où il est interne et à Paris. Passé dans la réserve, il est médecin auxiliaire de réserve à la 16e section d'infirmiers à Perpignan en 1891, médecin aide major au 3e bataillon d'infanterie légère d'Afrique en 1894, puis médecin major de l'armée territoriale en 1904. En 1921, il est médecin en chef de l'hôpital mixte (militaire et civil) et du collège de jeunes filles de Béziers.
Il épouse Augusta Marie Thérèse Valette (née en 1876) le 29 avril 1895 à Béziers.
Léopold Vabre dirige la revue littéraire mensuelle La Cigalo Lengadouciano, publiée à Béziers de 1907 à 1933 par l'école félibréenne du même nom. Pierre Joseph Bédard en est le rédacteur en chef et on trouve, parmi les collaborateurs de la revue, Paul Cassan, Albert Arnaud, Emile Barthe, Paul Albarel, Jean-Marie Vinas ainsi que le peintre Gaston Cugnenc, qui a illustré la couverture de la revue.
Il est élu félibre majoral par le consistoire lors du congrès de la Sainte-Estelle, qui se tient à Montpellier en 1911.
Il devient membre de la Société archéologique, scientifique et littéraire de Béziers en 1910 et y sera actif jusqu'à la fin de sa vie. A sa mort, le président Baret prononce en séance cet hommage : « A ces qualités professionnelles d'homme de cœur pour qui la médecine était un sacerdoce, Léopold Vabre en joignait beaucoup d'autres. Il était notamment un artiste né. Sculpteur, il laisse de charmantes créations, pleines de fine observation, de fantaisie et de brio. Poète, son souvenir flotte encore dans cette salle où souvent lors de notre séance publique, il nous récitait des poésies charmantes pleines d'émotion, des vers de Mistral pour Iequel il nourrissait une admiration sans bornes, des vers de son cru où dans la vraie langue de chez nous se reflétaient les idées et les sentiments familiers aux âmes de notre pays biterrois ».
Léopold Antonin Jean Vabre meurt en 1936 à Corneilhan.

## Œuvres principales
- Lous Cants d'uno Cigalo, 1909[11]

## Distinctions
- Officier de l'Instruction publique, arrêté du 27 février 1908[12]
- Médaille d'honneur des épidémies, argent, arrêté du 10 juin 1919[13]
- Chevalier de la Légion d'honneur, décret du 23 février 1921[14]

## Hommages et postérité
- Une rue de Béziers est nommée d'après Léopold Vabre.